# IMC
IMC står för instrument meteorological conditions och avser sådana väderförhållanden när visuella flygregler inte längre gäller utan piloten måste tillämpa instrumentflygregler.
När det motsatta gäller så heter det VMC, Visual Meteorological Conditions.